# Quick time event

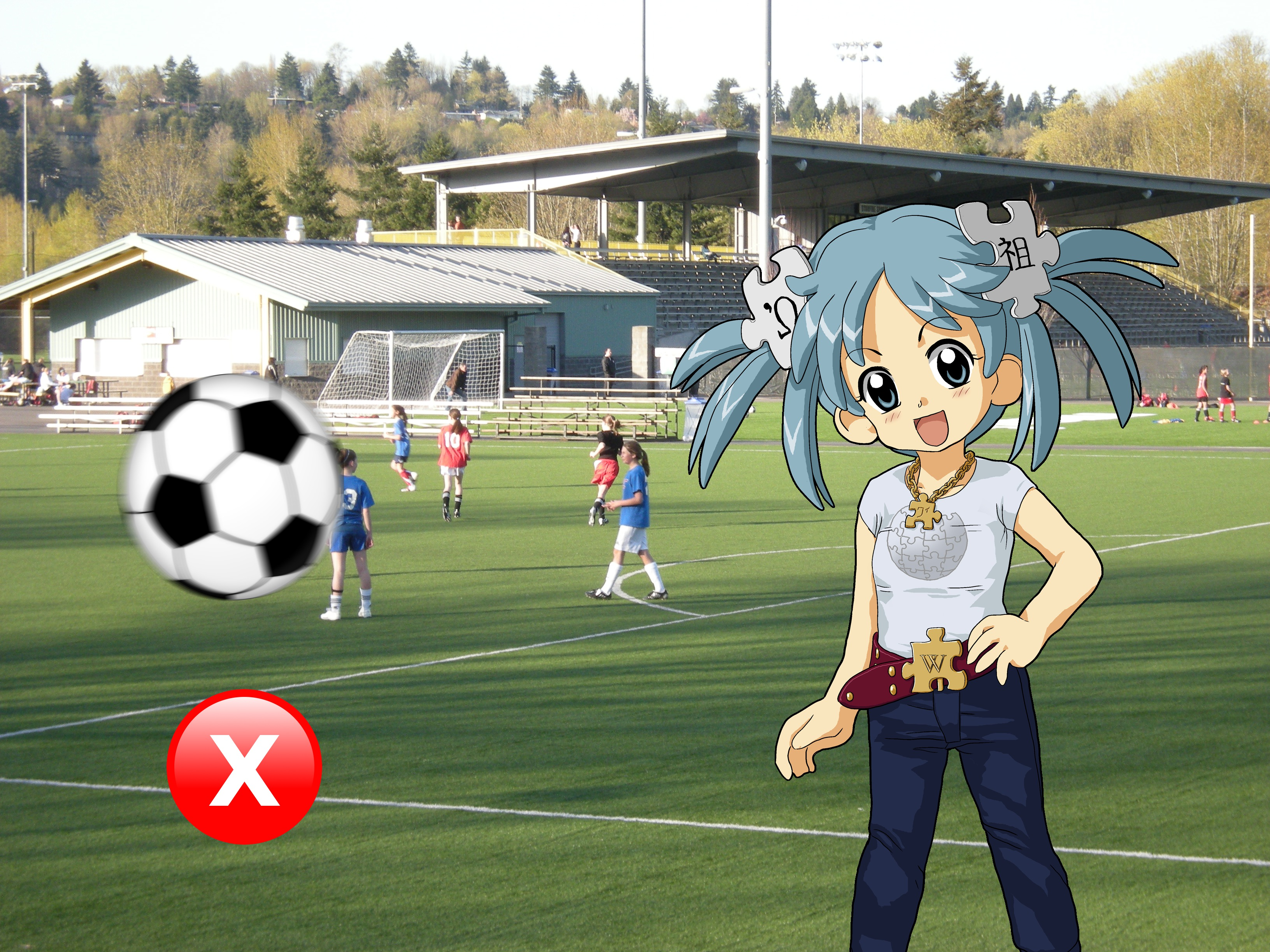
Esempio di QTE: se il giocatore premerà la "X" tempestivamente, riuscirà a colpire il pallone

Nel mondo dei videogiochi, un Quick Time Event  con la sigla QTE (traducibile in italiano come evento breve) è un momento in cui si mettono alla prova i riflessi del giocatore nel premere uno o più pulsanti con il giusto tempismo.

## Critiche
I Quick Time Event hanno ricevuto reazioni contrastanti da giocatori e giornalisti. Possono essere usati efficacemente per migliorare i filmati e altre azioni. L'uso dei Quick Time Event all'interno di alcuni tipi di giochi è elogiato poiché favoriscono l'immersione nella trama, rendendo le sequenze action interagibili. Allo stesso tempo, sono anche considerati un'aggiunta debole al gameplay in quanto spesso costringono il giocatore a ripetere una data sezione finché non completano perfettamente il Quick Time Event per andare avanti. In generale sono spesso considerati una "rovina dei giochi d'azione", poiché la loro presenza rompe il flusso standard del gioco e riduce il controllo dato al giocatore a pochi pulsanti, distraendo e trasformando l'interattività in una sorta di lavoro. Inoltre, i Quick Time Event possono frustrare il giocatore a causa del fatto che potrebbero non avere alcuna avvertenza prima del loro inizio, sorprendendo il giocatore e costringendolo alla sconfitta e alla seguente ripetizione dell'azione da svolgere. Ormai la meccanica è considerata retrò  e sta cadendo in disuso, venendo utilizzata da  sempre meno giochi.